# 丛毛矮柳
丛毛矮柳（学名：Salix floccosa）为杨柳科柳属的植物，为中国的特有植物。分布于中国大陆的云南、西藏等地，生长于海拔3,600米至4,000米的地区，一般生长在高山灌丛中，目前尚未由人工引种栽培。